# Heini Hediger
Heini Hediger (* 30. November 1908 in Basel; † 29. August 1992 in Bern) war ein Schweizer Zoologe und Zoodirektor. Hediger ist der Begründer moderner Tiergartenbiologie. In der Fachwelt findet sein Ratgeber Wildtiere in Gefangenschaft für die Ausstattung von Gehegen und den Umgang mit den dort untergebrachten Tieren auch heute noch Anwendung. Hediger lieferte darüber hinaus bedeutende Beiträge zur Tierpsychologie und zum Konzept eines Zoos, der nach Hediger kein rein kommerzieller Betrieb ist, sondern den Charakter einer kulturellen Institution tragen muss.

## Biografie
Heini Hediger wurde am 30. November 1908 in Basel als Sohn des Kaufmanns Gottfried Joseph Alfred Hediger und Maria Amalia Trueb geboren. 1927 beendete er seine Schullaufbahn mit der Matura an der Oberen Realschule in Basel. In den darauffolgenden fünf Jahren studierte er Zoologie, Botanik, Ethnologie und Psychologie an der Universität Basel. Er wurde 1932 bei Adolf Portmann promoviert. 1935 wurde er habilitiert. 1942 heiratete er die Zoologin Käthi Zurbuchen.
In den Jahren 1938 bis 1973 arbeitete er als Zoodirektor in Bern, Basel und Zürich. Von 1942 bis 1953 war er als ausserordentlicher Professor an der Universität Basel tätig. Zu seinen dortigen Schülern gehörte Robert F. Schloeth, der spätere erste vollamtliche Direktor des Schweizerischen Nationalparks, der bei ihm promovierte. In den folgenden 26 Jahren arbeitete er als Titularprofessor für Tierpsychologie an der Universität Zürich. Hediger gilt als bedeutender Verhaltensforscher, Tierpsychologe und Begründer der wissenschaftlichen Tiergartenbiologie. Er wurde Ehrenmitglied verschiedener Gesellschaften.
1960 gründete er zusammen mit Karl von Frisch, Bernhard Grzimek, Wolf Herre und Konrad Lorenz die Zeitschrift Das Tier, die beinahe vierzig Jahre lang eines der erfolgreichsten Tiermagazine Europas war.
1974 wurde ihm der Kulturpreis der Stadt Zürich verliehen. 1996 stiftete die World Association of Zoos and Aquariums zu Ehren von Heini Hediger einen Preis.

## Karriere als Zoodirektor

### Tierpark Dählhölzli, Bern
Von 1938 bis 1943 leitete Hediger den Tierpark Dählhölzli in Bern.
Hediger griff in seinem Buch Wildtiere in Gefangenschaft, ein Grundriss der Tiergartenbiologie, grösstenteils auf seine Erfahrungen als Direktor dieses Zoos zurück. Durch die von ihm initiierten wissenschaftlichen Studien fand er beispielsweise heraus, dass weibliche Hasen, noch bevor sie ihre Jungen auf die Welt gebracht haben, bereits erneut trächtig werden können. Jedoch beschränken sich seine Tätigkeiten nicht nur auf Verwaltungsangelegenheiten, da er oft dem Militärdienst verpflichtete Tierpfleger ersetzen musste. Er selbst beschrieb seine Zeit in Bern als «harte Schule». Schwierigkeiten bei der Tier- und Futterbeschaffung stehen an der Tagesordnung. Trotz der schwierigen Umstände wurde dem Zoo Unterstützung durch den Tierparkverein zuteil.

### Zoo Basel

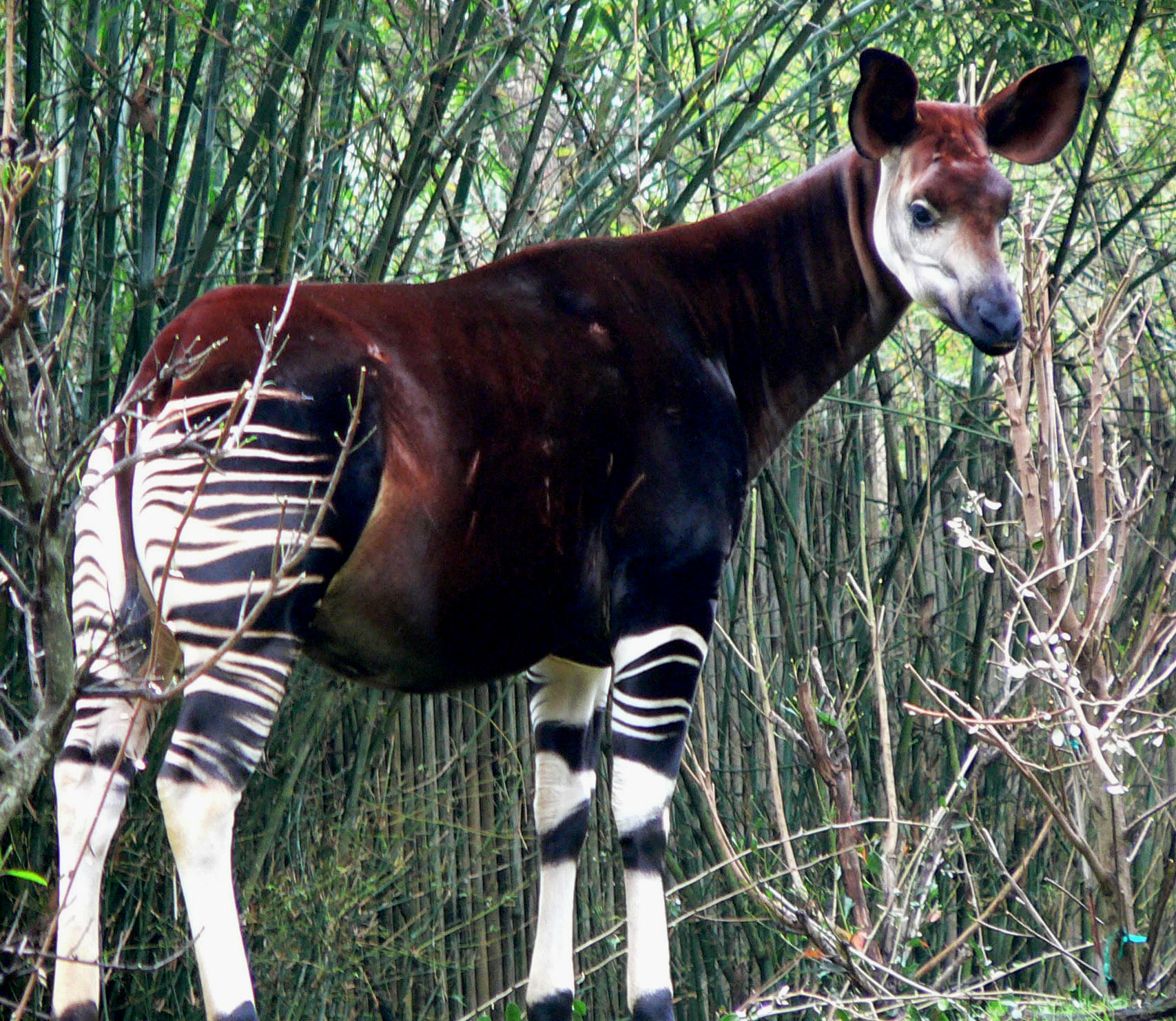
Okapi

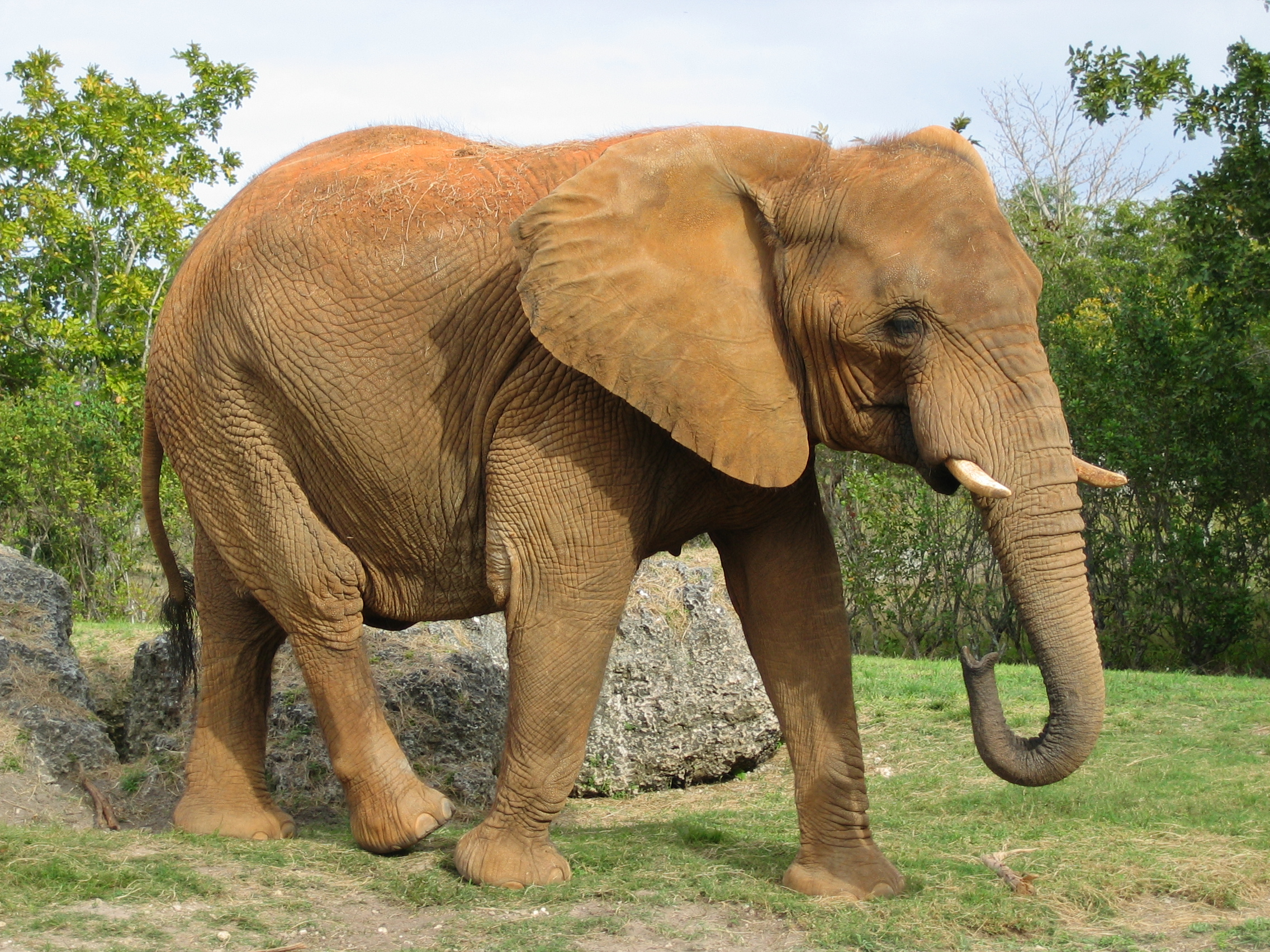
Afrikanischer Elefant

In den Jahren 1944 bis 1953 war Hediger als Direktor des Zoos Basel beschäftigt.
1949 starb das erste Okapi im Zoo mit dem Namen Bambe nach nur zwei Monaten an einer schweren Wurminfektion. Hediger konnte anhand dieses Tieres wichtige Erfahrungen für die Okapihaltung sammeln, wodurch später die erfolgreiche Haltung in europäischen Tiergärten möglich wurde. Darüber hinaus hielten sehr seltene Brillenbären Einzug in die Bärenanlage. Zwei Jahre später kümmerte sich Hediger um die Erweiterung des Zoos und somit konnte 1951 schliesslich ein zweiter Eingang eröffnet werden. Das Seelöwenbecken wurde von einer Zuschauerrampe umgeben und die Giraffen erhielten einen weiträumigen Auslauf. Das erste Panzernashorn-Männchen wurde im selben Jahr in den Basler Zoo importiert. Ein Jahr später folgt ein weibliches Tier. So formen der Bulle Gadadhar und das Weibchen Joymothi die späteren Stammeltern für die berühmte Basler Panzernashornzucht. 1952 erreichen fünf junge Elefanten aus Ostafrika den Zoo. Die Gruppe wurde rasch bekannt, da sie zu regelmässigen Spaziergängen durch die Stadt geführt wurde. Ein Jahr darauf eröffnete das neue Elefantenhaus, das neben den afrikanischen Neuankömmlingen auch die Panzernashörner und die Zwergflusspferde beheimatet. Ein grosser Erfolg für den Zoo Basel ist die Ankunft eines erwachsenen Gorillapaares, da Basel als erster europäischer Zoo ein solches besitzt.

### Zoo Zürich
In den Jahren 1954 bis 1973 beginnt mit Heini Hediger die Ära des wissenschaftlich geführten Zoos Zürich.
Zu Beginn seiner Amtszeit erhielten alle Mitglieder des Zoopersonals, welche über 50 Jahre alt sind, beziehungsweise mindestens 45 Jahre mit 25 Dienstjahren, aufgrund des 25-jährigen Jubiläums des Zoos, eine vierte Ferienwoche. Diese wurde von einem Pfleger dazu genutzt, mit einem Lama die kranken Kinder im Kinderspital aufzumuntern. Im selben Jahr erfuhr der Zoo eine bildungstechnische Neuerung, die sogenannten Hediger-Tafeln (siehe unten). Ein weiteres wichtiges Ereignis unter der Führung von Heini Hediger war die Errichtung der ersten Freiflughalle, welche als ein Meilenstein in der modernen Vogelhaltung betrachtet werden kann. 1955 wurde mit einer genauen Anzahl von 527'332 Besuchern erstmals die Marke von einer halben Million Zoogänger pro Jahr überschritten. 1960 wurde der Zoo als eine kulturelle Institution mit gemeinnützigen Motiven anerkannt und damit von den Steuern befreit.
Hediger legte 1961 eine Gesamtplanung zur Vergrösserung des Zoos vor. Durch die neuen angegliederten Gebiete sollten separate Bereiche für die Klauen- und Nicht-Klauentiere geschaffen werden, wodurch sich der Zoodirektor die Vermeidung einer erneuten Schliessung aufgrund der Maul- und Klauenseuche erhoffte. Die Umsetzung des Vorhabens scheiterte aus finanziellen Gründen. 1962 wurde beschlossen, dass unterstützende Geldbeträge von Stadt und Kanton zu Gunsten des Zoos gezahlt werden, was durch den wissenschaftlichen Anspruch des Zoos gerechtfertigt wurde. Drei Jahre später kann das neue sogenannte Afrikahaus mit Bewohnern wie Spitzmaulnashörnern, Zwergflusspferden und diversen afrikanischen Vogelarten, wie Madenhackern, Kuhreihern oder Tokos, eröffnet werden. Das Afrikahaus repräsentierte beispielhaft Hedigers Philosophie. Es wurden verschiedene Tierarten im selben Gehege untergebracht, die auch in der Natur eine Symbiose bilden. Entscheidend hierbei war nicht die Grösse, sondern die Möglichkeit, im eigenen Gehege alle wichtigen Verhaltensweisen, wie Nahrungsaufnahme und Fortpflanzung, leben zu können. Mit Hedigers Veränderungen konnte auch das Image des Zoos verbessert werden. Ab 1967 vermittelten Heini Hediger sowie der leitende Zootierarzt in Abendkursen ihr neu erworbenes Wissen um die erfolgreiche Haltung von Wildtieren im Zoo.
Zum Ende seiner Dienstzeit wird Hediger von der Stadt Zürich mit der Auszeichnung für kulturelle Dienste geehrt. Die Laudatio auf ihn wird von Konrad Lorenz gehalten.

## Das Konzept des modernen Zoos (nach Hediger)
- Der Zoo ist ein Erholungsraum für die Stadtbevölkerung und stellt damit einen Notausgang zur Natur dar.
- Er ist eine Informationsquelle auf dem Gebiet der Natur, insbesondere der Tierkunde und dient somit allgemein der Bildung.
- Er betreibt Naturschutz und schützt gefährdete Arten und hat deshalb Bedeutung als Refugium und Zuchtstation.
- Es ist wichtig, dass sich der Zoo an der wissenschaftlichen Forschung beteiligt und vor allem das Verhalten der Tiere genauer untersucht.

## Hedigers wissenschaftliche Errungenschaften

### Die Hediger-Tafeln
Der Zürcher Zoo bekommt als erster europäischer Tierpark Infovitrinen, in denen Angaben zu vier Bereichen enthalten sind
- der Tiername in den Landessprachen sowie in seiner wissenschaftlichen Form
- die Verbreitungskarte
- eine Photographie (bei einigen Tierarten eine farbige Zeichnung) der Tierart
- ein kurzer Text mit Besonderheiten zu der beschriebenen Tierart

Das System der sogenannten Hediger-Tafeln hat sich in zahlreichen Zoos durchgesetzt und auch bewährt.

### Die Unterscheidung zwischen Zahmheit und Domestiziertheit
Eine wesentliche Verhaltenseigenschaft aller Haustiere ist das Fehlen der Fluchttendenz. Die beste Milchkuh hätte keinen wirklichen Nutzen, wenn sie nicht zulassen würde, dass der Mensch an sie herantritt und sie ebenfalls nicht damit einverstanden wäre sich melken zu lassen.
Fast alle Haustiere können als Kontakttiere bezeichnet werden, denn nicht nur die Fluchtdistanz, sondern auch die Individualdistanz fehlt, wodurch sie sich gerne anfassen lassen.
Von Zahmheit spricht man, wenn die fehlende Fluchttendenz auf einem individuellen Verlust beruht. Domestiziertheit als Ursache für die fehlende Fluchttendenz ist zurückzuführen auf einen genetischen Verlust.

### Vom Zwinger zum Territorium
Dank Hediger benutzt man heute nicht mehr massive Absperrungen, da bei den meisten Tierarten bereits symbolische Grenzen genügen. Die Tiere, die heute im Zoo leben, sind eingegrenzt durch die von ihnen akzeptierten Territoriumsgrenzen, die auch markiert werden. Es herrscht weder im Zoo noch in der freien Natur eine völlige Freiheit, denn auch in der Natur gibt es für den Menschen zwar unsichtbare, für die Tierart aber existierende Grenzen.
Hedigers Ziel ist es, die Tiere, soweit möglich, in natürlichen Zuchtgruppen, also im Zusammenleben mit ihren Sozialpartnern, in einer Umgebung zu zeigen, die optimal auf das Wohlbefinden der Tiere ausgerichtet ist. Dieses Konzept bildet einen starken Gegensatz zur damals üblichen Einzeltierhaltung in Kleinkäfigen, wie sie aus der Zeit der Menagerien des 19. Jahrhunderts gebräuchlich waren.
Durch das Aufkommen von Impfungen wird die von Hediger angestrebte Haltung in Sozialverbänden deutlich erleichtert. Um Langeweile und stereotypes Verhalten gefangener Wildtiere zu vermeiden, propagiert Hediger, ohne diesen Begriff bereits zu kennen, die Methode des Behavioural Enrichment.

### Die Strassen der Tiere
Laut Hediger bewegen sich bestimmte Tiere, ebenso wie die Menschen, auf Strassen, das heisst, sie benützen stets den gleichen Weg, um sich fortzubewegen. Dabei ist auffällig, dass kleinere Tiere oft die Strassen-(Wechsel) von grösseren Tieren verwenden und diese selbst oft den menschlichen Strassen folgen. Sehr charakteristisch für die Tierstrassen ist die Schlängelung, denn die geometrische Gerade ist nicht biologisch bedingt. Die Breite der Wechsel ist spezifisch abhängig von der Tierart (Bisons: 30 cm; Maus: 3 cm).
Im Zoo ist auffällig, dass ein sehr stark benützter Wechsel unmittelbar an der Gehege- beziehungsweise Käfiggrenze entlangführt, was durch eine erhebliche Reduktion der Territoriumsfläche zu erklären ist. Doch auch fliegende Tiere, wie Vögel und Fledermäuse, bewegen sich immer wieder auf denselben Luftwechseln.

### Haben gewisse Tiere ein Bewusstsein?

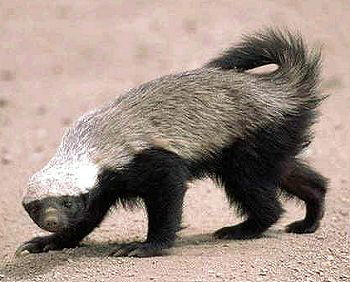
Honigdachs

Heini Hediger ist davon überzeugt, dass Tiere «eine Art von Bewusstsein» oder zumindest «gewisse einfache Vorformen» davon haben. Nicht von der Richtigkeit dieses Standpunktes auszugehen ist für ihn undenkbar.
Bewusstsein wird im Folgenden als Wissen um sich selbst verstanden.
Um seine Ergebnisse zu untermauern, führt Hediger als Beispiel einen afrikanischen Vogel, den Honiganzeiger, welcher gerne Bienenlarven frisst, auf. Im Normalfall führt der Vogel einen Honigdachs zu einem Bienenstock. Der Dachs zerstört die Waben und frisst den Honig. Der Rest steht dem Honiganzeiger zur Verfügung.
Wenn nun aber ein menschlicher Honigsammler die Aufgabe des Dachses übernimmt und mit einem Buschmesser gegen den Baum schlägt, kommt der Vogel angeflogen und führt den Menschen zum nächsten Bienenstock.
Dieses Verhalten ist für Hediger ohne die Vorstellung eines tierischen Bewusstseins kaum erklärbar.
Darüber hinaus unterstreicht er die Richtigkeit seiner Vorstellungen durch ein Beispiel, welches gewissen Tieren Humor oder zumindest eine Art von «Schadenfreude» oder «Necklust» zuordnet. Es ist beobachtet worden, wie ein jugendlicher Steppenpavian immer wieder von der Akazie, auf der er sass und unter welcher ein Rudel Wildhunde ruhte, hinabkletterte, vor dem Rudel umhersprang, um schliesslich wieder auf den Baum zu klettern.
Diese Form des «Ärgerns» lässt sich kaum nachvollziehen, ohne eine einfache Form des Sich-Hineinversetzens in andere, kombiniert mit einer eigenen Intention.
Ein weiterer Beleg für das Bewusstsein gewisser Tiere, den Hediger aufzeigt, ist das Bewusstsein von der eigenen Grösse, welche die primitivste, jedoch auch wichtigste Form des Ichbewusstseins darstellt.
Gehörnträger im Zoo zwängen ihren Kopf häufig durch sehr enge Gittermaschen, um an Futter zu gelangen. Für den Menschen ist es kaum nachvollziehbar, mit welcher Eleganz es den Tieren gelingt, ihren Kopf mit den langen Fortsätzen wieder aus der Öffnung zurückzuziehen.
Auch der bewusste Einsatz des Schattens eines Tieres ermöglicht Rückschlüsse auf sein Bewusstsein. So positionierte beispielsweise eine Chapman-Stute, die als vorbildliche Mutter galt, im Sommer bei extremer Sonneneinstrahlung ihren Körper auf die Art und Weise, dass ihr Schatten auf das am Boden ruhende Fohlen fiel.

## Hediger als Namensgeber
Hediger wurde mit der Verleihung des Gattungsnamens für die Gottesanbeterinnen-Art Hedigerella fasciatella geehrt, ausserdem tragen eine Giftnatter (Parapistocalamus hedigeri) und eine Schnecke (Japonia hedigeri) ein nach ihm benanntes Artepitheton. 2016 wurde ein auf den Salomon-Inseln in der Südsee lebender Frosch, der 1884 erstmals beschrieben worden war und der im Rahmen einer Reklassifikation einen neuen Namen benötigte, nach Hediger Cornufer hedigeri genannt.

## Veröffentlichungen (Auswahl)
- Wildtiere in Gefangenschaft. Ein Grundriss der Tiergartenbiologie. Schwabe, Basel 1942.
- Beobachtungen zur Tierpsychologie im Zoo und im Zirkus. Reinhardt, Basel 1961.
- Mensch und Tier im Zoo. Tiergarten-Biologie. Albert Müller, Zürich 1965.
- Jagdzoologie – auch für Nichtjäger. Reinhardt, Basel 1951; 2. Auflage 1966.
- (Hrsg.) Die Straßen der Tiere. Mit Beiträgen von J. Dobberstein u. a. Mit 194 Abbildungen. Vieweg, Braunschweig 1967.
- Zoologische Gärten. Gestern – heute – morgen. Hallwag, Bern 1977, ISBN 3-444-10229-1.
- (Einführung) Das Buch vom Zoo. Fachliche Beratung: Robert Keller, Christian R. Schmidt. C. J. Bucher Verlag, Luzern/Frankfurt am Main 1978 (Kinder-/Jugendbuch).
- Tiere verstehen. Erkenntnisse eines Tierpsychologen. Kindler, München 1984.
- A Lifelong Attempt to Understand Animals. In: Donald A. Dewsbury: Studying animal behavior. Autobiographies of the Founders. Chicago University Press, Chicago und London 1985, ISBN 978-0-226-14410-8, S. 145–181.
- Ein Leben mit Tieren im Zoo und in aller Welt. Werd, Zürich 1990, ISBN 3-85932-044-0.